# Schweizerische Schleppschiffahrtsgenossenschaft

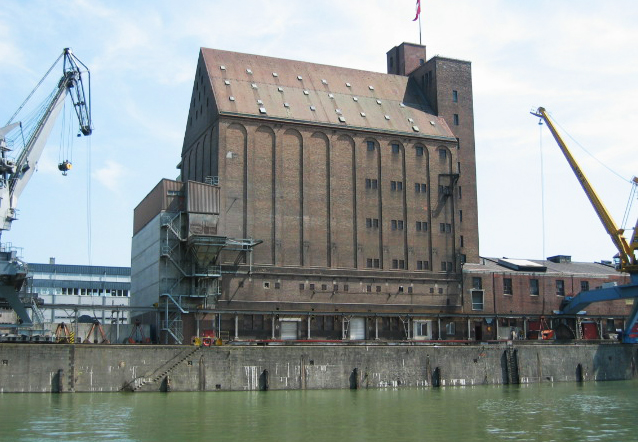
Bernoulli-Silo

Die Schweizerische Schleppschiffahrtsgenossenschaft (SSG), Basel, wurde am 12. Februar 1919 in Bern gegründet. In der Binnenschifffahrt nannte man die Schiffe wegen ihrer Farbgebung nur die Roten Schweizer. Die Kantone Basel-Stadt, Basel-Land, 14 weitere Kantone, die Schweizerischen Bundesbahnen und rund 75 Unternehmen traten der Genossenschaft bei. Erster Präsident war Paul Speiser, ein Jurist, Politiker und Nationalrat. Zuerst befasste sich die Genossenschaft nur mit der Binnenschifffahrt; bis Ende 1919 wurden schon rund 250'000 Tonnen Fracht mit fremden Schiffen befördert. Das erste Seeschiff wurde 1935 gekauft. 1923 liess die Reederei in Basel das Bernoulli-Silo erbauen, das 1926 eröffnet wurde und in dem auch die Verwaltung untergebracht war.

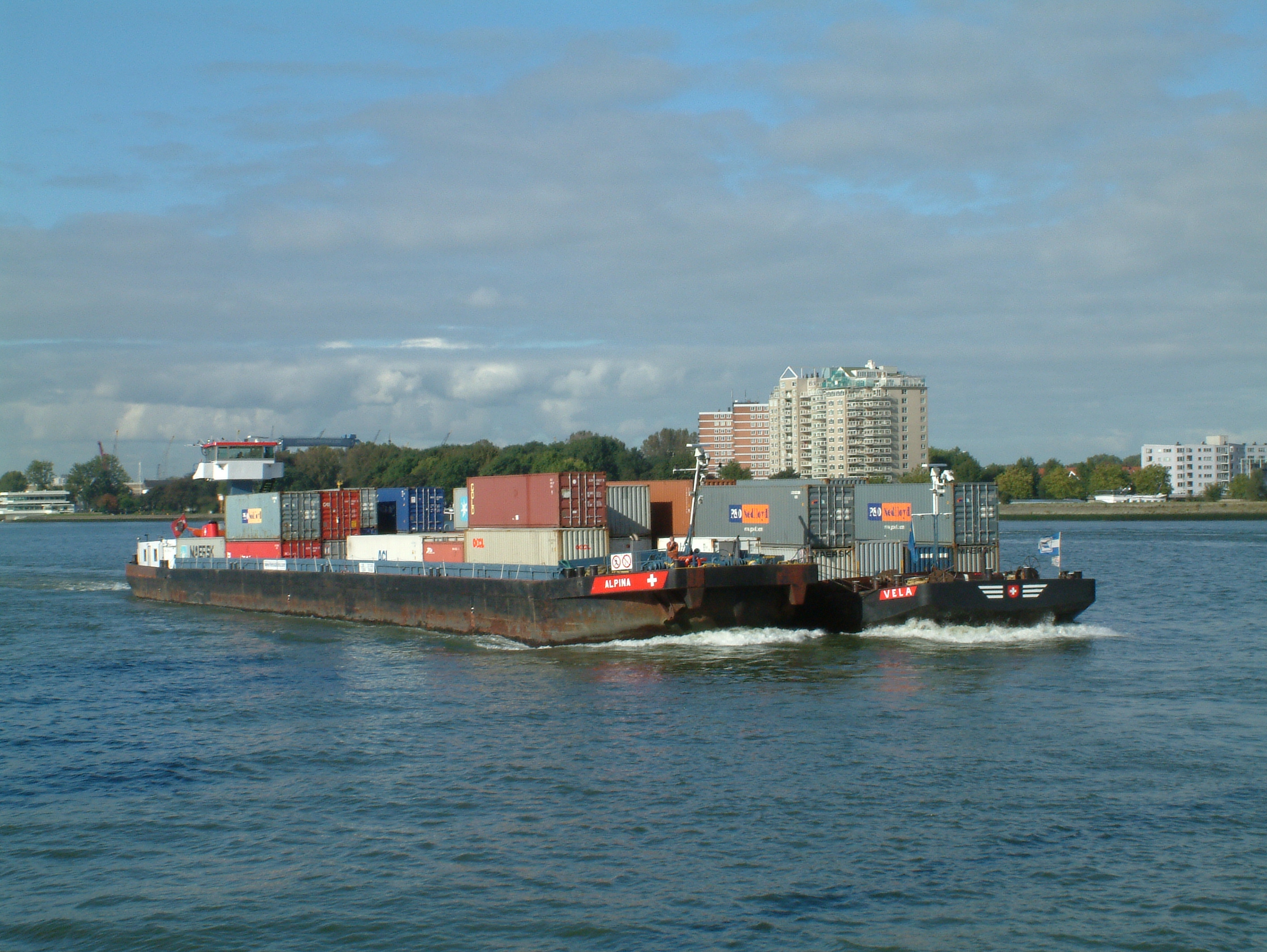
Koppelverband Alpina mit Leichter Vela

## Weitere Entwicklung
Der Direktor der Basler Gaswerke, Rudolph Miescher, stellte den Nationalökonomen Nicolas Jaquet ein. Jaquet wurde 1925 zum Direktor der SSG berufen und blieb in dieser Position bis 1966. 1938 wurde die SSG in eine Aktiengesellschaft umgewandelt und firmierte unter Schweizerische Reederei AG, Basel (SRAG). 1975 schloss sich die SRAG mit der Reederei Neptun zusammen und nannte sich fortan Schweizerische Reederei und Neptun AG (SRN). Der letzte grosse Aktienbesitzer der SRN, der Migros-Genossenschaftsbund, trennte sich im Februar 2000 von seiner Beteiligung. Die SRN wurde von der deutschen Rhenus-Gruppe übernommen.

## Entwicklung der Binnenschifffahrt
Zuerst wurde die Schifffahrt nur mit gemieteten Fahrzeugen betrieben. 1919 kaufte die SSG einen neuen Heckradschlepper bei der Breslauer Cäsar Wollheim und taufte ihn Schweiz. Es war das erste Schiff auf dem Rhein, das die Schweizer Flagge führte. Der erste Schleppkahn wurde in den Niederlanden gekauft und auf den Namen Aare getauft.
Da die Schweizer Industrie nach dem Ersten Weltkrieg unter Arbeitsmangel litt, erteilte die SSG der Buss AG in Pratteln den Auftrag für acht Schleppkähne. Diese wurden zusammen mit der Escher Wyss AG in einer Werft in Augst gebaut, wo auch der Turbinenradschlepper Zürich entstand. Weitere Schiffe wurden aus dem Ausland zugekauft. Als sich 1922 die deutschen Reedereien weigerten, weiterhin Schleppdienste für die SSG zu übernehmen, liess die Reederei die Dampfradschlepper Bern und Luzern bauen.
1923, der Rhein war noch nicht kanalisiert, verlegte man den Transport auf den Rhein-Rhône-Kanal. Dazu wurden 12 Pénichen gekauft, die noch mit Mauleseln, die der SSG gehörten, getreidelt wurden. Die Reisedauer Strassburg–Basel betrug acht Tage. Später wurden entlang des Kanals Schienen für elektrische Treidelloks verlegt, die Reisezeit halbierte sich.

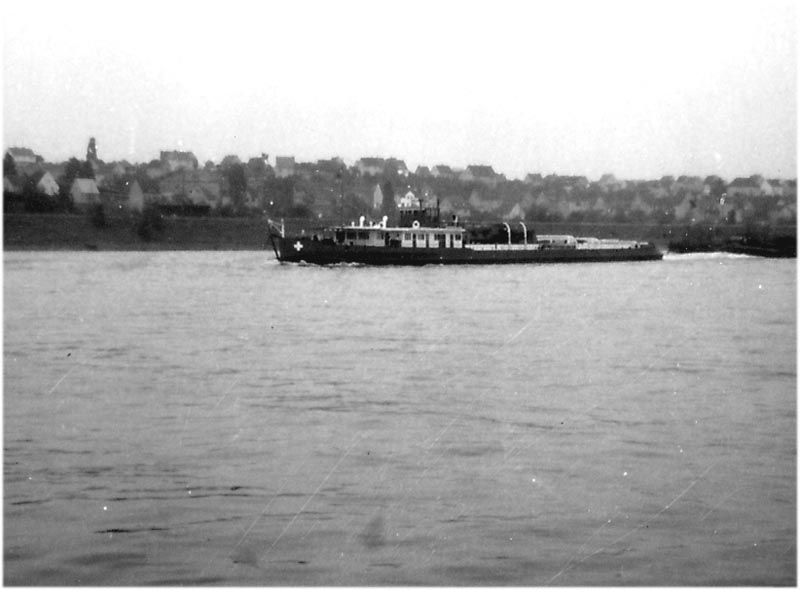
Motorschlepper Unterwalden

In den 1920er-Jahren hielt der Dieselmotor Einzug in die Binnenschifffahrt, und der Stückgutverkehr nahm zu. Im Mai 1932 wurde die Schleuse Kembs zur Umfahrung der Isteiner Schwellen eröffnet. Das wirkte sich günstig auf den Geschäftsverlauf der SSG aus. 1935 konnte erstmals eine Dividende an die Genossenschafter ausgezahlt werden. 1934 wurde in Buchs eine Spedition gegründet. 1935 entstand die Tankreederei AG als selbständige Firma. 1937 liess die SSG Sulzer-Motoren in die Schleppkähne einbauen, ein Jahr später wurden die 1300-Tonnen-Kähne Rhone und Ticino mit je zwei Motoren und zwei Propellern ausgerüstet. Der Raddampfschlepper Zürich wurde ebenfalls auf Sulzer-Dieselmotoren umgebaut. In Belgien wurden bei der Werft Jos. Boel et Fils, Tamise, drei Dieselschlepper in Auftrag gegeben. Diese Schlepper, Uri (1939), Schwyz (1948) und Unterwalden (1949), waren lange Zeit die stärksten Schiffe auf dem Rhein. Anfang des Zweiten Weltkriegs wurde die Schifffahrt auf dem Oberrhein bis März 1941 gesperrt. Die Reederei hatte allerdings ihre Schiffe schon im August talwärts verlagert. Dadurch konnte der Verkehr zwischen den Seehäfen und Mannheim aufrechterhalten werden. Ab dem Frühjahr 1941 bis zum Herbst 1944 versorgte die SRAG die Schweiz mit Kohle und transportierte in der Talfahrt Eisenerz aus Liechtenstein ins Ruhrgebiet.
Als Folge der Kriegseinwirkungen wurde im Oktober 1944 die Rheinschifffahrt eingestellt, und die Schiffe wurden nach Basel beordert. Ab Mai 1945 musste der Rhein von gesunkenen Schiffen und zerstörten Brücken geräumt werden. Im April 1946 konnte die Schifffahrt wieder aufgenommen werden. Kurz vor Kriegsbeginn hatte die SRAG 14 Rheinkähne bestellt. Diese Kähne wurden zu Motorschiffen mit Sulzer-Motoren umgebaut und mit Schleppwinden ausgerüstet. Da der Bedarf an Flüssigbrennstoffen stark zunahm, kaufte die Reederei acht ehemalige deutsche Bunkerboote von der britischen Royal Navy, die unter den Namen Cisalpina 1 bis 8 fuhren. In Belgien wurden 12 moderne Tankschiffe mit Doppelschrauben gebaut, die auch noch einen Tankkahn schleppen konnten.

## Flottenvergrösserung
Durch Aufstockung des Aktienkapitals von sechs auf zwölf Millionen Schweizer Franken wurde es möglich, die Flotte stark zu vergrössern. Es wurden zehn Gütermotorschiffe der Strom-Klasse mit 1650 Tonnen Tragfähigkeit und zweimal 600 PS Antriebsleistung gebaut, diese konnten zwei Kähne schleppen. Es folgten sechs kleine, schnelle Stückgutschiffe mit 720 Tonnen und weitere Schiffe. Ab 1963 wurden die Schiffe der Strom-Klasse mit Schubhörnern ausgerüstet und 12 Schub-Schleppleichter gebaut. Diese Leichter konnten 1000 Tonnen laden und hatten einen Schottel-Navigator, mit dem sie im Hafen verholt werden konnten.
1961 gab es Versuche mit Koppelverbänden. Dazu wurden die Edelweiss 10 und die Edelweiss 15 um rund 20 Meter verkürzt, zu Leichtern umgebaut und in Tristan und Isolde umbenannt. Allerdings verliefen die Versuche als Koppelverband nicht zufriedenstellend und wurden eingestellt.
1956 wurden zwei unter österreichischer Flagge fahrende Gütermotorschiffe, die Austria 1 und die Austria 2, an den Rhein überstellt. Diese Schiffe gehörten der SRAG-Tochter Rohner, Gehring & Cie A.G. in Wien. Später kamen weitere sechs Schiffe dazu, und österreichische Schiffsjungen wurden eingestellt.

## Personenschifffahrt
Bereits in den 1930er-Jahren konnten Passagiere auf den Schleppern mitfahren. Unter anderem wurde der Motorschlepper Uri mit Passagierkabinen ausgerüstet. Nach 1945 erhielt das durch Kriegseinwirkungen beschädigte Motorgüterschiff Bosco Kabinen für 16 Passagiere. 1955 wurde der Dampfschlepper Bern zum Passagier-Frachtschiff umgebaut und auf Dieselantrieb umgerüstet. Unter dem Namen Basilea fuhr das Schiff jahrelang auf dem Rhein. 1964 kaufte die SRAG das Flusskreuzfahrtschiff Schwabenland und taufte es in Ursula um; das ist der Name der Schutzpatronin der Schifffahrt.

## Lehrlingsausbildung
Bis zum Zweiten Weltkrieg fuhren auf den Schweizer Schiffen überwiegend deutsche, belgische und niederländische Besatzungen. Durch den Krieg wurde das Personal knapp, sodass die Reederei einheimisches Personal ausbilden musste. Ein Kanalschiff wurde zum Wohn- und Schulschiff Leventina umgebaut. Die Matrosenausbildung dauerte insgesamt drei Jahre, davon die Grundausbildung auf dem Schiff vier Monate. Anfangs herrschte eine strenge Schulordnung, und die Schiffsjungen trugen Uniformen. Unterrichtsfächer waren neben der praktischen und theoretischen Ausbildung Turnen, Schwimmen, Kochen sowie Französisch und Niederländisch. In den 1970er-Jahren kaufte die Reederei den Motorschlepper Lai da Tuma und benutzte ihn als Schulschiff.

## Seeschifffahrt
1935 bzw. 1936 wurden zwei holländische Küstenmotorschiffe, die Bernina und die Albula, von der Niederlassung Schellen Scheepvaart & Befrachting N. V. (Alpina Rotterdam) gekauft. Beide Schiffe fuhren unter niederländischer Flagge. 1936 fuhr die Bernina mit einer Ladung Zucker von London bis nach Basel. 1940 wurden auf Veranlassung der Schweizer Gasindustrie die unter panamesischer Flagge fahrenden Hochseedampfer Calanda und Maloja gekauft. Nach Verabschiedung des Schweizer Seefahrtgesetzes 1941 waren dies die beiden ersten Schiffe im Schweizer Seeschiffsregister. Anfang 1942 wurden die Albula und ausserdem drei Schiffe des Internationalen Roten Kreuzes übernommen, die Caritas 1, die Caritas 2 und die Henry Dunant, sowie die Lugano der Nautilus A. G. Glarus. Im Zweiten Weltkrieg wurden die Schiffe dem KTA (Kriegs-Transport-Amt Bern) unterstellt und beförderten Getreide und andere lebenswichtige Güter von den USA nach Lissabon und Genua. Von dort gelangten sie auf dem Landweg in die Schweiz.
Nach dem Krieg kaufte die Reederei den Dampfer Eiger vom KTA und stellte ihn unter dem Namen Cristallina in Dienst. Er wurde schon im Januar des folgenden Jahres verkauft. In England wurden zwei Neubauten, die Carona und die Cristallina, bestellt. In Westdeutschland wurde für die Tochtergesellschaft Alpina Reederei Basel die Basilea gebaut. Auch alle weiteren Schiffe wurden von der Alpina bereedert. Nur die Rigi und die Regina waren im Besitz der Aquila Reederei AG, Basel, und der Regina Schiffahrt AG, Basel. Diese beiden Reedereien gehörten zu den Bührle- und Göhner-Konzernen. Die Seeschiffe Anunciada und Allbrogia waren ab 1948 bzw. 1952 im Management der 1947 gegründeten Tochtergesellschaft der Alpina Transports et Affrètements S.A. in Antwerpen. In den 1970er-Jahren wurden die Aufgaben der Alpina Antwerpen nach Basel verschoben. In Buenos Aires, Rio de Janeiro und Genua wurden Büros der Alpina Maritima S.à r.l. eröffnet.
1962 übernahmen Ernst Göhner und Dieter Bührle je 25 % der Alpina Reederei und stockten bis 1971 ihre Beteiligungen auf jeweils 49,25 % auf. Die Reederei besass bis zu zehn Seeschiffe unter Schweizer Flagge und mit vorwiegend schweizerischer Besatzung. Anfang 1987 stellte die Alpina Reederei ihren Betrieb ein. Die zwei letzten Schiffe unter Schweizer Flagge, die Kühlschiffe Basilea und Turicia, wurden von der Air Sea Broker AG/Panalpina im Februar 1987 ins Management übernommen und in Zypern registriert. 1996 wurden beide Schiffe ins Ausland verkauft. Nachfolgend eine tabellarische Übersicht der Schiffe und Reedereien der Schiffe, die unter Schweizer Flagge registriert wurden in zeitlicher Reihenfolge.
| Beginn der Einflaggung im Schiffregister der Schweiz | Ort der Einflaggung | Schiffsname  | Reederei/Eigner                                                 |
| ---------------------------------------------------- | ------------------- | ------------ | --------------------------------------------------------------- |
| 19. April 1941                                       | Savona              | Calanda      | Schweizerische Reederei AG WWII KTA (Kriegs-Transport-Amt Bern) |
| 1941                                                 |                     | Maloja       | Schweizerische Reederei AG WWII KTA (Kriegs-Transport-Amt Bern) |
| 1942                                                 |                     | Albula       | Schweizerische Reederei AG WWII KTA (Kriegs-Transport-Amt Bern) |
| 1942                                                 |                     | Caritas 1    | Internationales Rotes Kreuz                                     |
| 1942                                                 |                     | Caritas 2    | Internationales Rotes Kreuz                                     |
| 1942                                                 |                     | Henry Dunant | Internationales Rotes Kreuz                                     |
| 1942                                                 |                     | Lugano       | Schweizerische Reederei AG WWII KTA (Kriegs-Transport-Amt Bern) |

## Tochtergesellschaften und Niederlassungen
In den Basler Häfen wurden Lager- und Umschlagseinrichtungen gebaut, entlang des Rheins Tochtergesellschaften gegründet und Verbindungen mit befreundeten Unternehmen geknüpft. Bereits nach fünf Jahren war die Genossenschaft in Strassburg, Kehl, Mannheim, Duisburg, Rotterdam und Antwerpen vertreten; in Dordrecht, Lobith, Emmerich und Sankt Goar entstanden Agenturen. Die unten aufgeführten Tochtergesellschaften verfügten über eigenen Schiffsraum, der unter den jeweiligen Landesflaggen betrieben wurde.
- Société Franco-Suisse de Navigation S. A., Strassburg (10. Oktober 1923)
- N.V. Nederlandsch-Zwitsersche Scheepvaart Maatschappij, Rotterdam (1. Juli 1924), ab 1953 N. V. Alpina Scheepvaart Maatschappij, Rotterdam
- Les Chargeurs Belgo-Suisses S. A., Antwerpen (15. März 1929)
- Navalsa S.à r.l., Strassburg (14. September 1932)
- Badisch-Schweizerisches Schiffahrtskontor G.m.b.H., Kehl (14. September 1932)
- Naphta, Société de Transports à r.l., Strassburg (22. Januar 1935)
- Vinotra S. A., Paris (29. März 1935)[5]